# Пантелеевская улица
Пантеле́евская у́лица — улица в центре Москвы в Мещанском и Красносельском районах Центрального административного округа между Каланчёвской и Средней Переяславской улицей.

## История
Названа в середине XIX веке по фамилии землевладельца Пантелеева, на земле которого была проложена. В ряде справочников указывается, что до этого улица называлась Анненский переулок, и это название якобы было дано самим Пантелеевым при передаче переулка городу. Здесь ещё много неясного. Во-первых, есть данные, что Анненским до 1922 года назывался нынешний Пантелеевский переулок. Во-вторых, резонно предположить, что Пантелеев захотел назвать улицу (или переулок) именно своим именем, а не в честь какой-то Анны (скорее здесь когда-то стояла церковь или часовня святой Анны). В-третьих, о передаче Пантелеевым земель городу и требовании назвать улицу Анненской пишут и в связи с Анненской улицей в Марьиной Роще.

## Расположение
Пантелеевская улица является границей, разделяющей Мещанский и Красносельский районы Москвы. Она начинается от перекрёстка Каланчёвской и Большой Переяславской улиц и Протопоповского переулка, пересекает Пантелеевский переулок и проходит на север до Средней Переяславской улицы. Улица проходит справа параллельно железнодорожным путям Алексеевской соединительной линии (перегон «Каланчёвская»—«Ржевская»), а слева — параллельно Большой Переяславской.

## Учреждения и организации
- Дом 26 — журналы: «Вагон и вагонное хозяйство», «Локомотив».